# Frank Coonen
Frank Coonen is een Belgisch muzikant.

## Levensloop
Coonen begon zijn muzikale carrière bij Gruppenbild. Met deze coldwaveformatie - waar ook Stijn Meuris deel van uitmaakte - nam hij in 1982 deel aan Humo's Rock Rally en brachten ze de single Tranquility uit.
Vervolgens vormde hij samen met Laurens Leurs - met wie hij samen schoolliep aan het Koninklijk Atheneum van Maaseik - de band Ministry of Movement. Met deze groep nam hij in 1986 wederom deel aan Humo's Rock Rally, waarin ze netjes werden afgemaakt met één zin: "...en het ging van kwaad naar erger met Ministry of Movement, TC Matic met een waterorgel....". De groep ontbond vrijwel onmiddellijk en in 1987 pikten ze jongere broer Chris Leurs op als bassist en richten The Romans op. Met deze band werd hij in 1988 tweedes in Humo's Rock Rally en bracht hij vijf albums uit. 

## Discografie

### Albums
- Ball & Chain (1989, The Romans)
- Trigger Happy (1991, The Romans)
- Major Panic (1993, The Romans)
- Be My Star (1996, The Romans)
- El Diablo (1998, The Romans)
- Vertical Devine (1999, Aiming Dishes)